# Liptovské Revúce
Liptovské Revúce – wieś (obec) w powiecie Rużomberk, kraju żylińskim, w północnej Słowacji. Wieś lokowana w roku 1233.
Zabudowania miejscowości ciągną się w dolinie rzeki Revúca, głęboko wciętej między szczyty Wielkiej Fatry. Wyróżnia się 3 części miejscowości: Nižná Revúca, Stredná Revúca i Vyšná Revúca. Do miejscowości Liptovské Revúce prowadzi droga z Liptovskiej Osady, ślepo kończąca się w Vyšnej Revúcy.

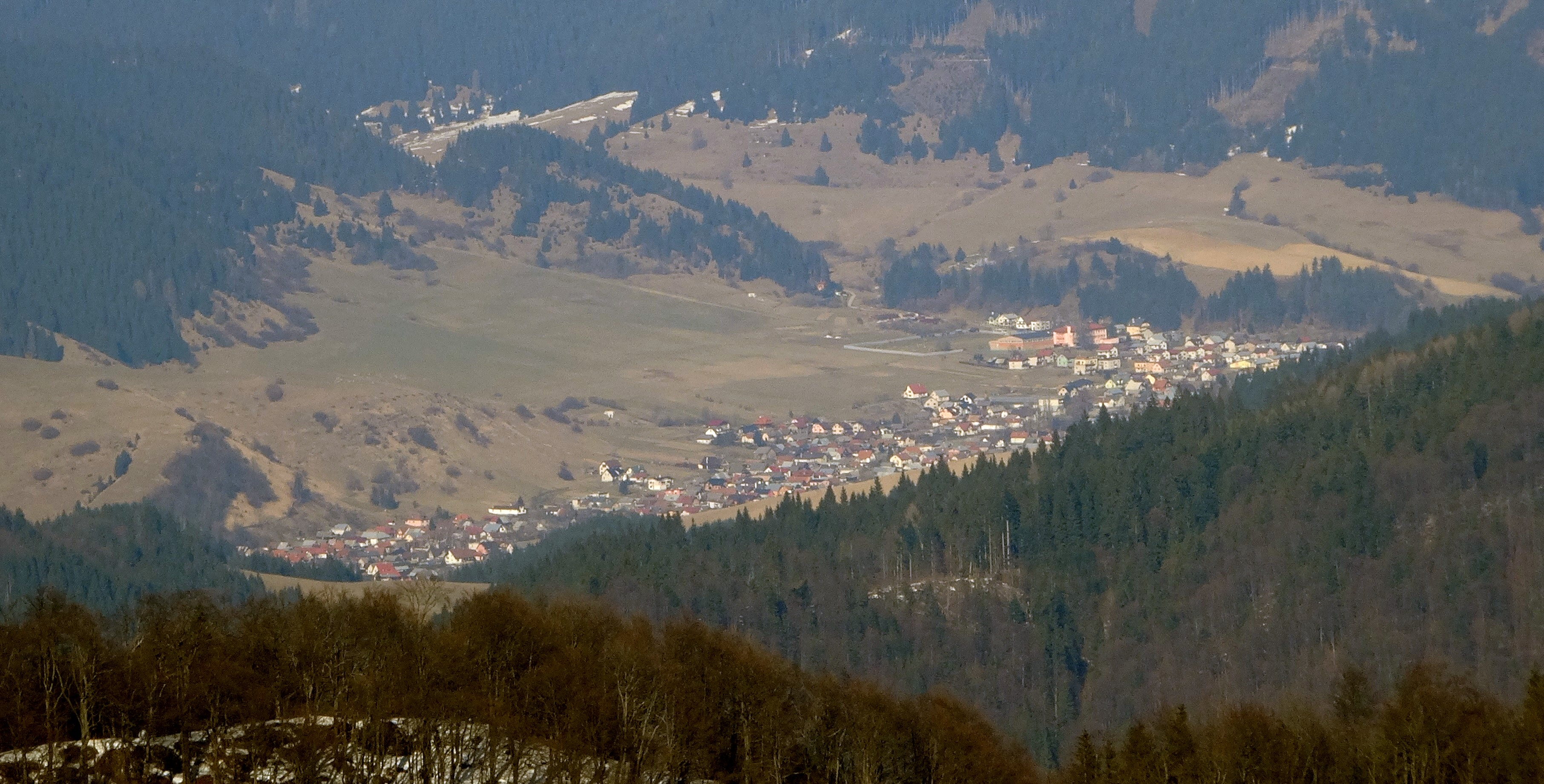
Widok ogólny
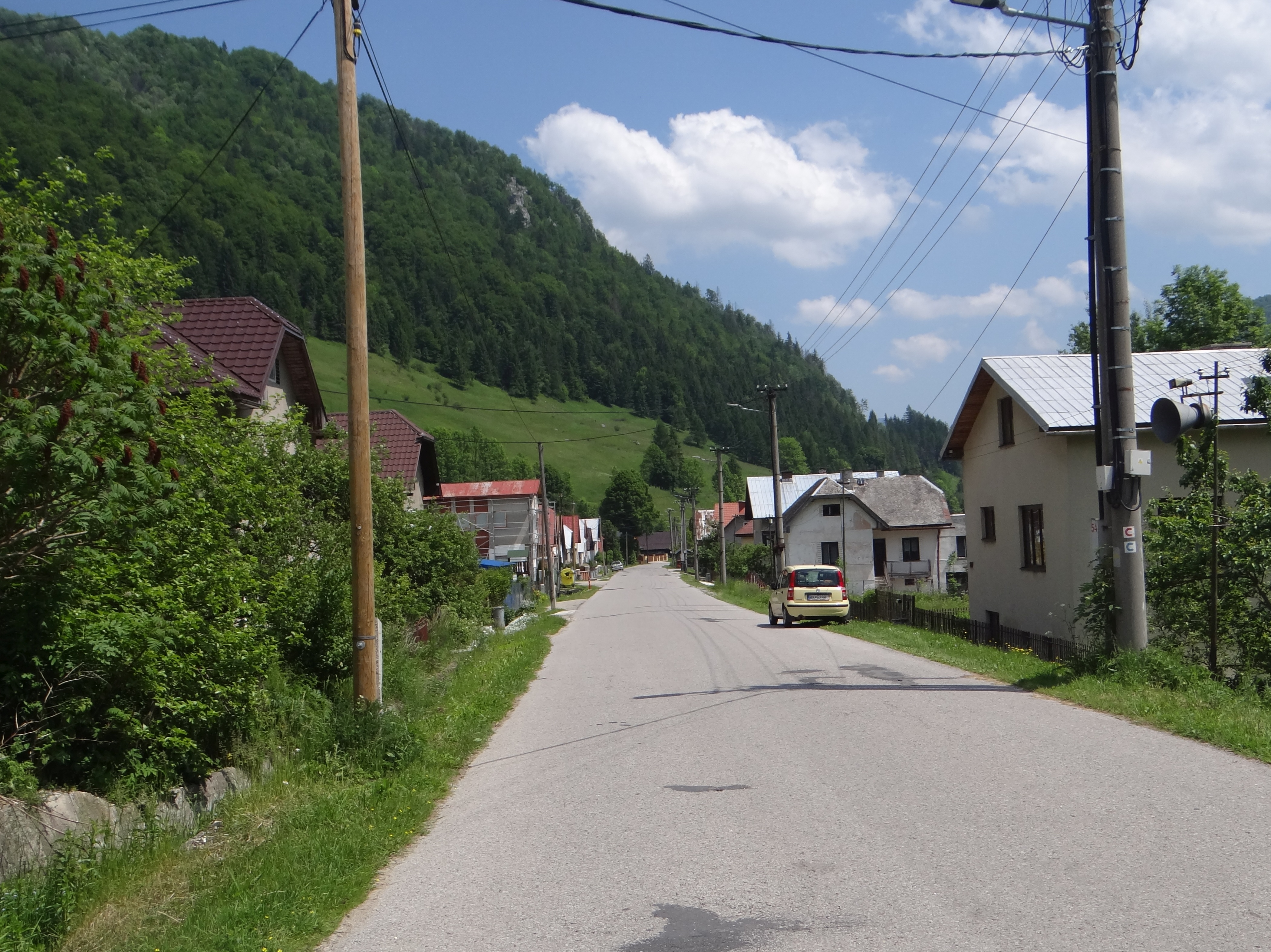
Ulica
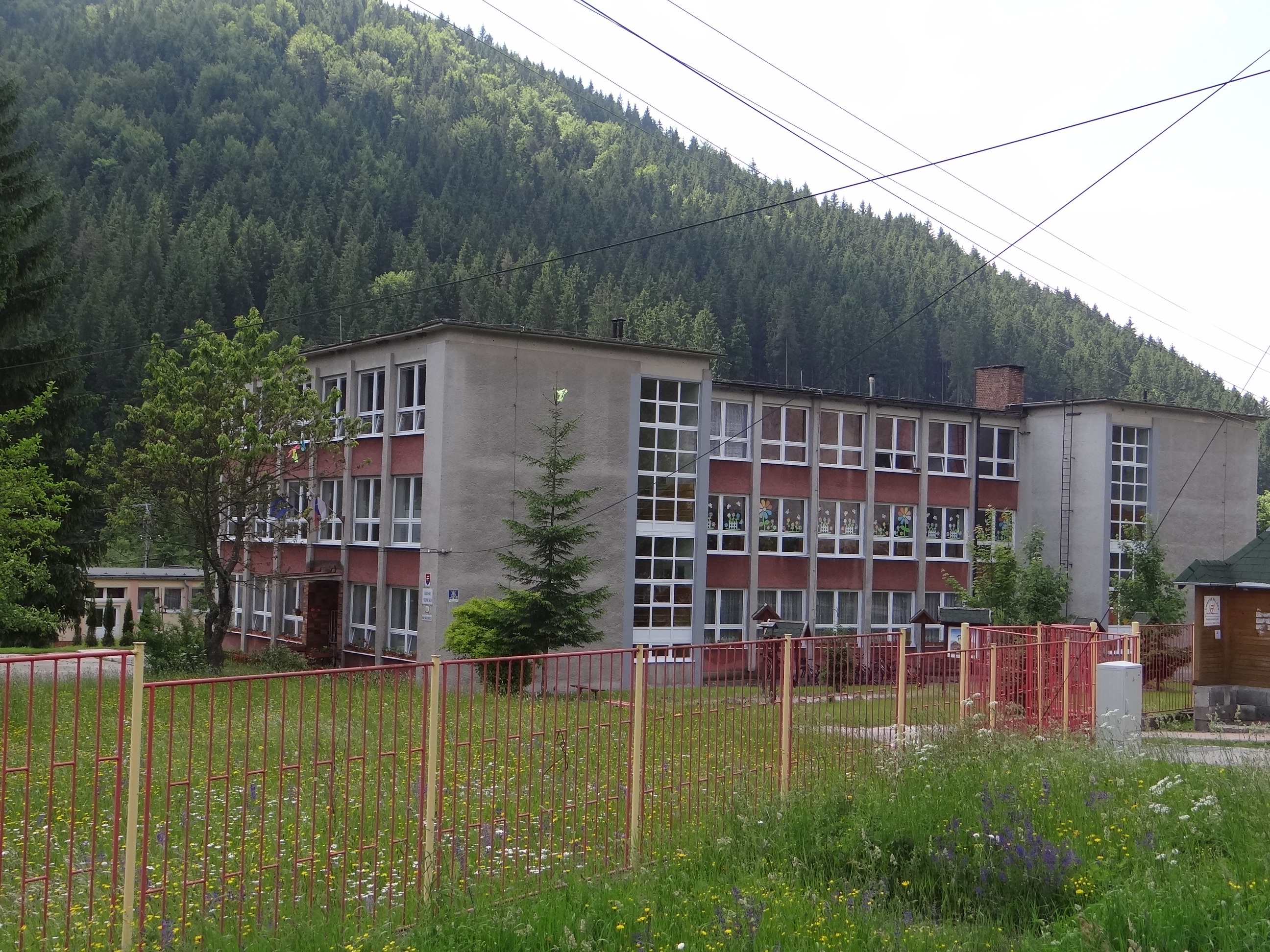
Szkoła
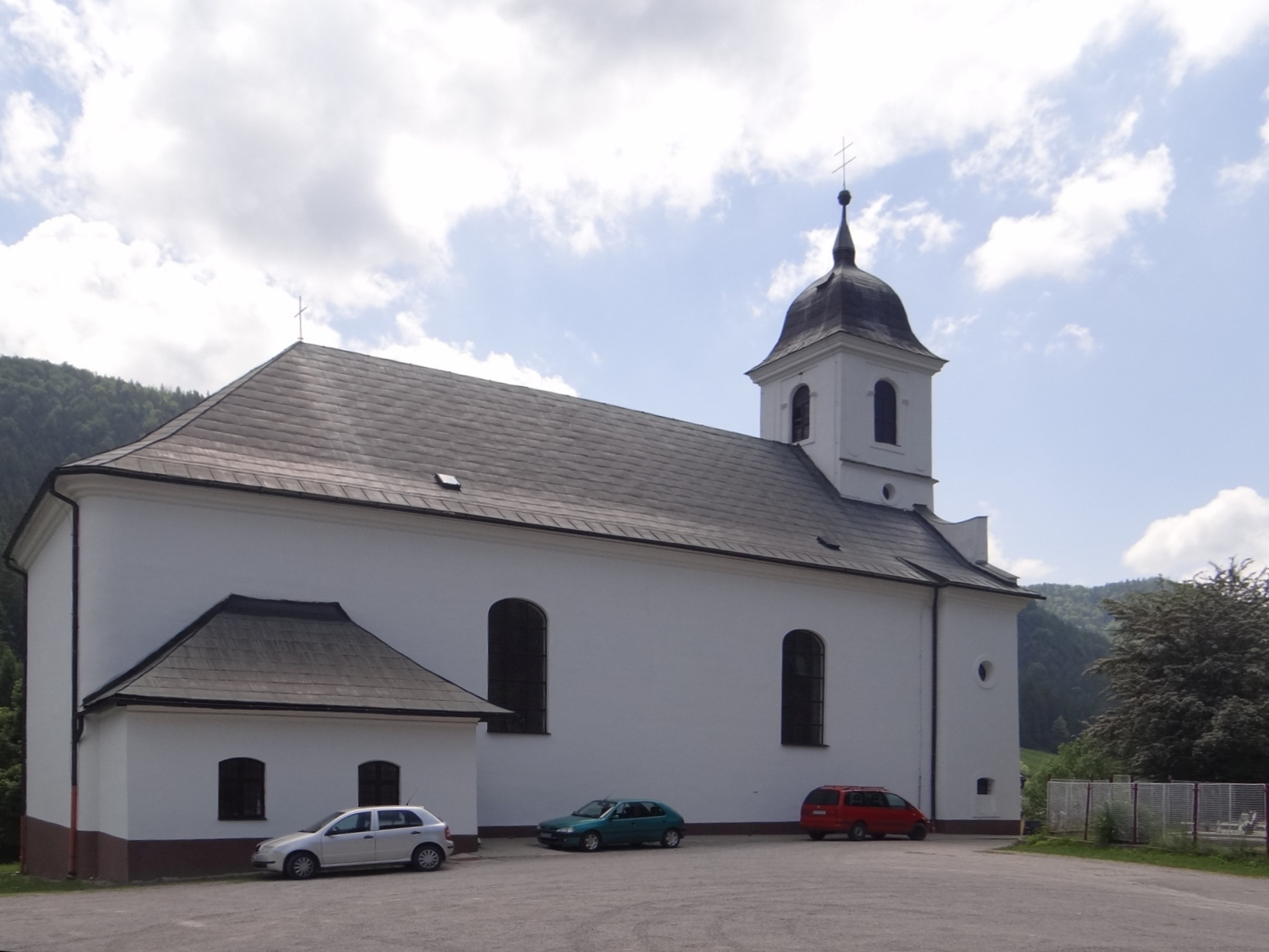
Kościół
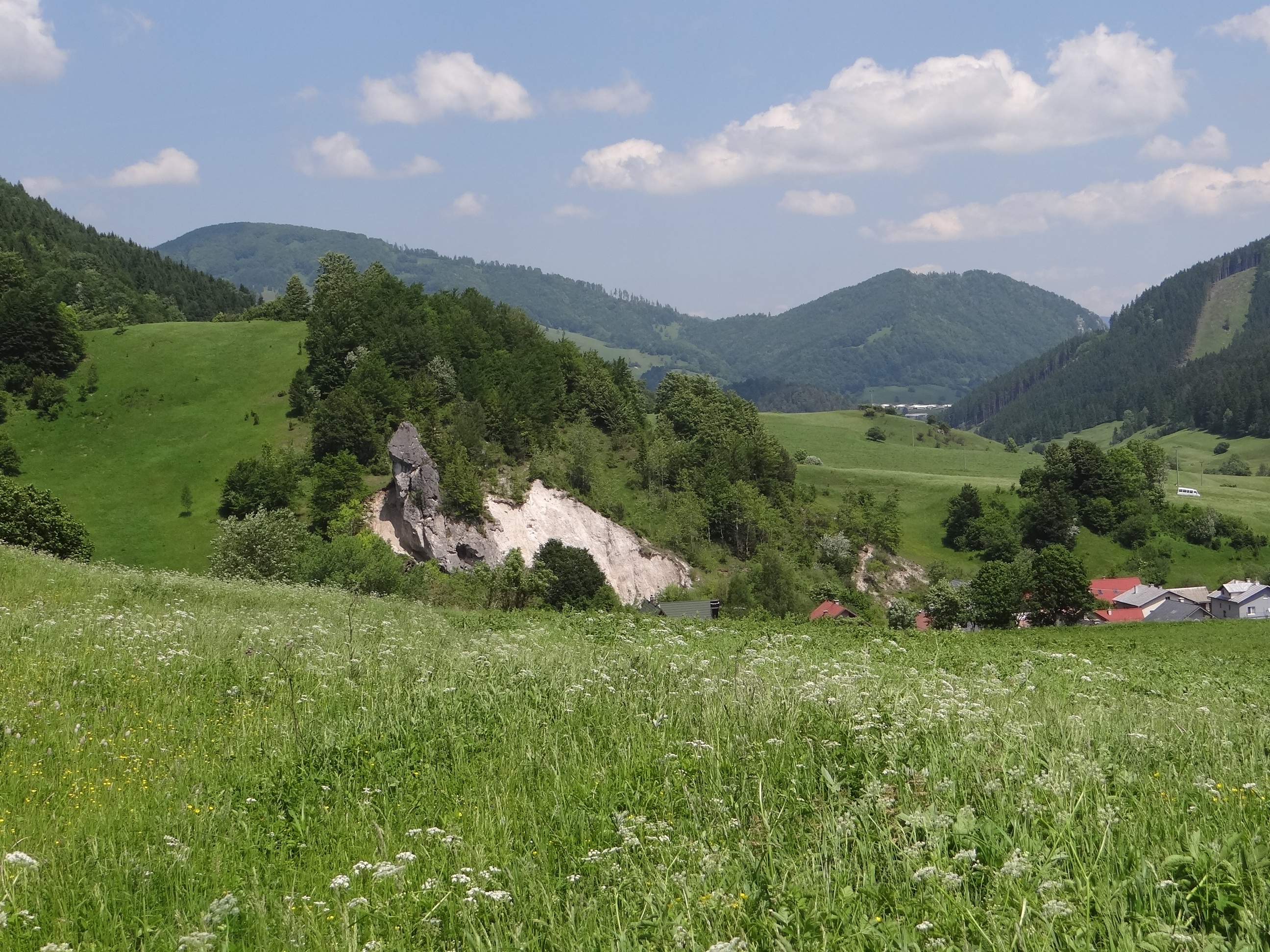
Fragment wsi